# سی. گاردنر سالیوان
سی. گاردنر سالیوان (انگلیسی: C. Gardner Sullivan؛ ۱۸ سپتامبر ۱۸۸۴ – ۵ سپتامبر ۱۹۶۵) یک فیلم‌نامه‌نویس و تهیه‌کننده اهل ایالات متحده آمریکا بود.

## فیلم‌شناسی
1. ایتالیایی (Barker, 1915) (story) - ranked #15 at the box office in 1915[۱]
2. لولاهای جهنم (۱۹۱۶) (داستان، فیلم‌نامه)
3. تمدن (۱۹۱۶) (نویسنده)
4. تروبرد (۱۹۱۶) (سناریو)
5. خوشی (۱۹۱۷) (نویسنده)
6. تمپست (۱۹۲۸) (نویسنده)
7. سیدی تامسون (۱۹۲۸) (زیرنویس، ویرایش)
8. شاهد (۱۹۲۹) (فیلم‌نامه)
9. در جبهه غرب خبری نیست (۱۹۳۰) (supervising story chief)
10. قهرمانان جهنم (۱۹۳۰) (chief story supervisor)
11. بوکانیر (۱۹۳۸) (فیلم‌نامه)
12. بوکانیر (۱۹۵۸) (بر پایه فیلم‌نامه ۱۹۳۸ سالیوان)